# Gutkeled
Gutkeled (Guthkeled, Gút-Keled, Gut-Keled, Cletgud, Gledguth ou encore Gwthkeleth ; en hongrois : Gutkeled nemzetség) est le nom d'une ancienne gens - clan - magyare. Dix-huit anciennes familles de la noblesse hongroise descendent de ce clan selon l'ethnographe András Jósa (hu) : várkonyi és bősi Amádé, Anarcsi, Atyai, Balkányi, ecsedi és somlyói Báthori, butkai Butkay, Chatáry, Daróczy, Doby, kis- és nagygúti és a gúti Országh, Málczay, Marczaltőy, márki Márky, Maróthi, ráskai Ráskay, szakolyi és kisvárdai Szakoli et Zeleméri (Kamarás).

## Histoire
La Gesta Hunnorum et Hungarorum rapporte que le clan Gutkeled est originaire de Souabe, où les frères Kelad et Gut naquirent au château de Stof (Staufen im Breisgau ou château de Hohenstaufen de Wurtemberg), et s'est installé dans le royaume de Hongrie sous le règne de Pierre de Hongrie au XIe siècle :
Sed postea, tempore Petri regis Kelad et Gut intrant tres frateres ex gente Svevorum procreati. De castello Stof sunt nativi.

## Personnalités
- István Gutkeled (hu) (†1259), palatin de Hongrie, ban de Slavonie, capitaine de Styrie. Père des trois suivants:
  - Miklós Gutkeled (hu) (†1288), juge suprême du Royaume de Hongrie, voïvode de Transylvanie.
  - Joakim Gutkeled (hu) (†1277), ban de Slavonie, maître du trésor.
  - István Gutkeled (hu) (†1280), juge suprême de Hongrie.
  - Pál Gutkeled, ban de Macsó.
- Miklós Gutkeled (1323°), ban de Croatie et  de Dalmatie.
- Kis-Kozma Gutkeled (1308°), seigneur de Küngös (Kungus).

### Sources
- Iván Nagy : Magyarország családai, Budapest
- János Karácsonyi : Magyar Nemzetségek, Budapest, 1900–1904
- Chroniques d'Istvánffy